# ヤシャブシ
ヤシャブシ（夜叉五倍子、学名: Alnus firma）はカバノキ科ハンノキ属の落葉高木。日本固有種で、西日本に多く自生する。近年、花の花粉が花粉症などのアレルゲンとなることが知られるようになった。

## 名称
ヤシャブシ（夜叉五倍子）の名の由来は、熟した果穂が夜叉にも似ていることから。また果穂はタンニンを多く含み、五倍子（フシ）の代用（タンニンを多く含有する五倍子は古来、黒色の顔料、お歯黒などに使われてきた）としたためといわれる。オハグロノキとも呼ばれる。

## 分布と生育環境
本州の福島県から紀伊半島にかけての太平洋側、四国、九州（屋久島まで）に分布する。丘陵から山地に生える。低山帯、平野部などに分布し、日本海側にはほとんど自生しない。陽樹であり、日当たりを好むところから、法面や崩壊地、はげ山などにも生えやすい。また、街路樹として植えられることもある。

## 形態・生態
落葉広葉樹の高木で、高さは10-15メートル (m) くらいになる。樹皮は灰褐色で滑らかだが、のちに不規則に剥がれる。老木になるにつれ樹皮は短冊状に剥がれて目立つが、成木ではあまり特徴がない。枝はよく分岐する。若い枝は毛がある。
葉は互生し濃い緑色、幅は狭く卵形で、単鋸歯。長さは4-10cm、幅は2-4cmくらい。側脈は通常13-18対で多くても20対以内。
花期は3-4月。早春の頃、葉が出る前に花を開く。雌雄同株、雌雄異花で、雄花序は、枝の先の方に1～5個付き、開花すると下垂する尾状花序である。雄花序より下の芽である雌花序は小さく直立または斜立する穂状花序で、一つの芽から1-2個付ける。
小さな松かさ状の果穂は上向きに2-3個つき、冬でも残る。種子は光発芽種子であり、発芽に際し光を必要とする。さらにヤシャブシ類は根に放線菌を共生させており、裸地や荒地でもよく生育するため、先駆植物（パイオニア植物）の代表種として知られている。この特性から山地の緑化にしばしば利用された。
冬芽の葉芽は鱗芽で、枝先の仮頂芽と枝の側芽が互生し、披針形で先が尖り、芽鱗3-4枚に包まれていて、紫紅色でつやがある。雄花序の冬芽は枝の先に2個つき、円筒形で裸芽である。葉痕は三角形や半円形で、維管束痕が3個つく。

## 近縁種
オオバヤシャブシ A. sieboldiana
本州の太平洋側に多く自生し、海岸に近い地帯に分布する。高さ10-15mくらい。葉の側脈は12-16対で葉の幅が広く、果穂は1個のみ上向きに付く。花はヤシャブシとは逆に枝の先端から葉、雌花、雄花の順につく。伊豆あたりの太平洋沿岸に多く自生。
ヒメヤシャブシ A. pendula
日本海側や雪の多い地帯や高山にまで分布する。ヤシャブシに比べて葉が細長く、側脈が20対以上と多い。江戸時代末期に西川作平が滋賀県で見いだし、全国のはげ山や防風林に植栽されて分布域を広げた。
ミヤマヤシャブシ A. firma var. hirtella
特徴や分布はヤシャブシとほぼ同じながら、葉裏に毛が多い。

## ヤシャブシ類とアレルギー
ヤシャブシ類は花粉症との関係が指摘されており、ヤシャブシ花粉により口腔アレルギー症候群を引き起こすこともある。ヤシャブシ類による花粉症は、過去に大量植樹が行われた兵庫県の六甲山周辺が中心だったが、新興住宅地を中心に全国的に植樹されるようになったため、オオバヤシャブシの花粉症は拡大傾向にある。花粉の飛散時期は3-4月頃まで。近年、緑化樹として利用されることは少なくなり、兵庫県では市民による伐採も行われている。
兵庫県の六甲山周辺を造成した際、初期の緑化に有効なため兵庫県がヤシャブシ類を植栽したところ、2月頃の花粉の飛散期に、ヤシャブシ類の花粉が原因で花粉症を発症した人が通常の症状に加え、フルーツアレルギーを併発した。ヤシャブシの花粉はスギなどに比べ、重いためより重篤なアレルギーを引き起こしやすいとされる。